# Сан Марко Арджентано
Сан Ма̀рко Арджента̀но (на италиански: San Marco Argentano) е градче и община в Южна Италия, провинция Козенца, регион Калабрия. Разположено е на 426 m надморска височина. Населението на общината е 7266 души (към 2012 г.).